# Pisarevca, Iampol
Pisarevca, iar mai demult Voloșca (în ucraineană Писарівка, transliterat: Pîsarivka) este o comună în raionul Iampol, regiunea Vinița, Ucraina, formată numai din satul de reședință.
După harta etnografică a Basarabiei din 1918 în sat locuiau numai moldoveni.

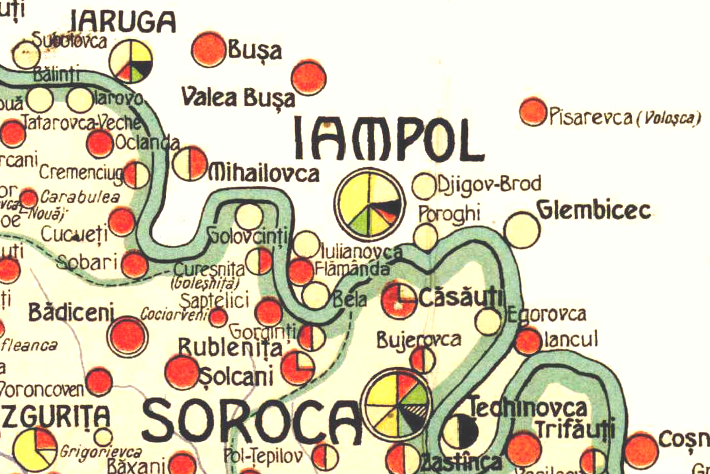
Pisarevca (Vlașca) pe o secțiune a hărții etnografice a Basarabiei din 1918, de Alexis Nour.

## Demografie
Componența lingvistică a satului Pisarevca
     Ucraineană (99,18%)
     Alte limbi (0,65%)
Conform recensământului din 2001, majoritatea populației satului Pisarevca era vorbitoare de ucraineană (99,18%), existând în minoritate și vorbitori de alte limbi.